# Underground (The Electric Prunes)
| Recensione              | Giudizio        |
| ----------------------- | --------------- |
| AllMusic                | [ 1 ]           |
| Sputnikmusic            | 4.0 (Excellent) |
| Dizionario del Pop-Rock | [ 3 ]           |

Underground è il secondo album degli The Electric Prunes, pubblicato dalla Reprise Records nel settembre del 1967.

## Tracce
Lato A
1. The Great Banana Hoax – 3:05 (Mark Tulin, Thaddeus James Lowe)
2. Children of Rain – 2:30 (Goodie Williams, Ken Williams)
3. Wind-Up Toys – 2:27 (Mark Tulin, Thaddeus James Lowe)
4. Antique Doll – 3:10 (Annette Tucker, Nancy Mantz)
5. It's Not Fair – 2:00 (Mark Tulin, Thaddeus James Lowe)
6. I Happen to Love You – 3:12 (Gerry Goffin, Carole King)

Lato B
1. Dr. Do-Good – 2:27 (Annette Tucker, Nancy Mantz)
2. I – 5:10 (Annette Tucker, Nancy Mantz)
3. Hideaway – 2:37 (Mark Tulin, Thaddeus James Lowe)
4. Big City – 2:45 (Dan Walsh, Johnny Walsh)
5. Capt. Glory – 2:11 (Thaddeus James Lowe)
6. Long Day's Flight – 3:09 (Don Yorty, Michael Quint Weakley)

Edizione CD del 2000, pubblicato dalla Rhino Records R2 7518
1. The Great Banana Hoax – 4:10 (Mark Tulin, Thaddeus James Lowe)
2. Children of Rain – 2:38 (Goodie Williams, Ken Williams)
3. Wind-Up Toys – 2:27 (Mark Tulin, Thaddeus James Lowe)
4. Antique Doll – 3:13 (Annette Tucker, Nancy Mantz)
5. It's Not Fair – 2:05 (Mark Tulin, Thaddeus James Lowe)
6. I Happen to Love You – 3:15 (Gerry Goffin, Carole King)
7. Dr. Do-Good – 2:27 (Annette Tucker, Nancy Mantz)
8. I – 5:14 (Annette Tucker, Nancy Mantz)
9. Hideaway – 2:43 (Mark Tulin, Thaddeus James Lowe)
10. Big City – 2:47 (Dan Walsh, Johnny Walsh)
11. Capt. Glory – 2:14 (Thaddeus James Lowe)
12. Long Day's Flight – 3:12 (Don Yorty, Michael Quint Weakley)
13. Everybody Know You're Not in Love – 3:05 (Mark Tulin, James Lowe) – Bonus Track
14. You Never Had It Better – 2:07 (R. Schwartz, P. Snagster, Steve Poncher) – Bonus Track

## Musicisti
- Thaddeus James Lowes - voce, autoharp, armonica
- James Weasel Spagnola - voce, chitarra
- Ken Williams - chitarra, effetti sonori
- Mark Tulin - basso, organo, pianoforte
- Michael Quint Weakley - batteria

Note aggiuntive
- Dave Hassinger - produttore
- The Electric Prunes - arrangiamenti
- Registrazioni effettuate al American Recording Company di North Hollywood, California
- Richie Podolor - ingegnere delle registrazioni
- Bill Cooper - ingegnere delle registrazioni
- Tom Tucker - fotografia copertina album
- Ed Thrasher - art direction[7]